# Franjo Bavec
Franjo Bavec (partizansko ime Branko), slovenski kapitan bojne ladje v Jugoslovanski ljudski armadi, * 8. avgust 1917, Iga vas, † marec 2010.

## Življenje in delo
Po okupaciji Jugoslavije je ilegalno delal na terenu, spomladi 1942 pa je odšel v partizane, kjer se je bojeval v notranjskih in primorskih partizanskih enotah; med drugim je bil komandant Bazoviške brigade, Idrijsko-tolminskega odreda in Operativnega štaba za zahodno Primorsko. Po osvoboditvi je bil načelnik štaba odreda Jugoslovanske armade v Coni A Svobodnega tržaškega ozemlja. Pozneje je delal v raznih enotah JLA in v 1955 Splitu končal Pomorsko akademijo JLA. Do upokojitve je napredoval v čin kapitana bojne ladje. Iz obdobja narodnoosvobodilne borbe je napisal več knjig.